# Диалектологический атлас
Диалектологический атлас (лингвистический атлас) — систематизированное собрание диалектологических карт, показывающих распространение диалектов данного языка на территории, занятой его носителями. Материалы для диалектологического атласа собираются по специальной программе, которая охватывает все стороны языка (фонетику, морфологию, синтаксис, лексику). Вся совокупность карт диалектологического атласа дает системное представление о диалектном варьировании языка применительно ко всем сторонам его строя. Диалектологический атлас служит основой для изучения различных аспектов языка методами лингвистической географии.

## Важнейшие диалектологические атласы
- Лингвистический атлас Франции (Atlas linguistique de la France, par J. Gilliéron et E. Edmont, т. 1–7, 1902–12);
- Немецкий лингвистический атлас [Deutscher Sprachatlas, Hrsg. von F. Wrede (fortgesetzt von B. Martin, W. Mitzka). Lfg 1–19, 1926–54];
- Атлас русских народных говоров центральных областей к востоку от Москвы (под ред. Р. И. Аванесова, 1957); [Бернштейн С. Б., Чешко Е. В., Зеленина Э. И.];
- Атлас болгарских народных говоров в СССР (1958);
- Дзендзелівський Й. О. Лінгвістичний атлас украjнських народних говорів Закарпатськоj областi УРСР. (Лексика) (ч. 1–2, 1958–60);
- Атласул лингвистик молдовенеск (ред. Р. Удлер, В. Комарницки; бол 1–2, 1968–72);
- Общеславянский лингвистический атлас (вып. 1–3–, 1978–94–);
- Атлас украïнськоï мови (т. 1–3, 1984–2001).